# Arius venosus
Arius venosus är en fiskart som beskrevs av Valenciennes, 1840. Arius venosus ingår i släktet Arius och familjen Ariidae. Inga underarter finns listade i Catalogue of Life.